# Séismes de 1977 de Vrancea
Les séismes de Vrancea (en roumain : Cutremurele de la Vrancea) sont une série de tremblements de terre dont l'épicentre est le massif de Vrancea, dans les « Carpates de courbure » (Carpații de curbură) qui se trouve à la jonction de plusieurs micro-plaques tectoniquement actives (micro-plaques scythique, anatolique, mœsique et transylvaine). La plaque transylvaine avance en direction du sud-est et chevauche les plaques mœsique et scythique à la vitesse d'environ 12 mm par an.
Cette configuration est propice à des phénomènes sismiques fréquents (tremblements de terre mineurs en 1986, 1990, 1996, 2004, 2009 et 2017), mais également à de violents séismes (tremblements de terre de 1940 et de 1977, d'une magnitude de 7.2 sur l'échelle de Richter).

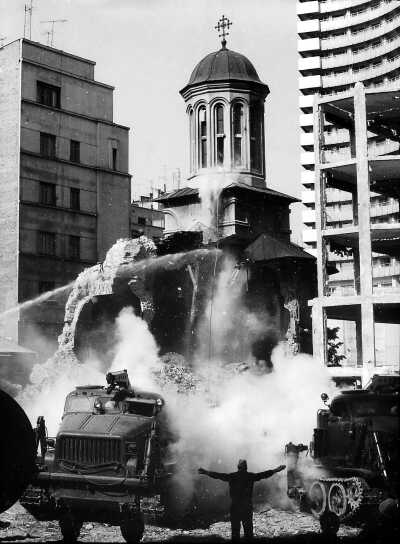
Démolition de l'église Enei de Bucarest après le séisme de 1977, qui ne l'avait que légèrement endommagée.

## Le séisme de 1977
Le dernier séisme de grande magnitude (en roumain : Cutremurul din Vrancea din 1977) s'est produit le 4 mars 1977 à 20h22 UTC (21h22 heure locale) et a duré une minute et douze secondes,. Il a frappé une partie de la Roumanie, de la Moldavie et de la Bulgarie, avec un lourd bilan humain (1 570 morts et 11 000 blessés) et matériel (nombreux dommages à Bucarest et dans plusieurs villes et villages de la région).

### Contexte technique
Ce séisme a gravement endommagé de nombreux bâtiments et infrastructures qui n'étaient pas aux normes antisismiques, encore balbutiantes à l'époque, qu'ils fussent construits en briques (souvent anciennes et ayant déjà subi des séismes) ou en béton (souvent de qualité très moyenne et en éléments préfabriqués comme les immenses immeubles collectifs surnommés panelaks dans le bloc de l'Est, d'après leur surnom tchécoslovaque, qui ont durablement marqué le paysage des anciens pays communistes) ; les petites maisons à armature en bois du milieu rural ont mieux résisté en raison de la souplesse des matériaux. La majorité des victimes sont donc des citadins.

### Conséquences
Une partie du centre historique de Bucarest est ravagée. L'état de catastrophe naturelle est proclamé et le président Nicolae Ceaușescu, alors en visite officielle au Nigeria, rentre aussitôt dans son pays. 
La plupart des bâtiments anciens étaient fissurés mais toujours debout, tandis que des immeubles panelaks en béton armé préfabriqué plus récents, s'étaient effondrés en entier « comme des châteaux de cartes ». C'était un mauvais symbole pour un régime politique qui se considérait comme très supérieur à tous ses prédécesseurs : les immeubles anciens, considérés comme trop fragiles, ne sont pas restaurés mais sont purement et simplement rasés pour être remplacés par des immeubles modernes (et cette fois selon des normes antisismiques... plus ou moins respectées). Au centre de la capitale, une vaste esplanade est dégagée : elle abritera quelques années plus tard le Palais du Parlement, édifice emblématique du Bucarest communiste. 
Des localités moins importantes sont également durement éprouvées : 80 % des immeubles du centre-ville de Zimnicea, construits dans les années 1960 en préfabriqués sur des alluvions danubiennes meubles, doivent être rasés. En Moldavie alors soviétique, les villes de Leova et Cahul subissent également d'importants dégâts ; en Bulgarie, la ville de Svichtov subit de sérieux dommages et dénombre 120 morts. Les estimations sont de 35 000 bâtiments rayés de la carte, la grande majorité en Roumanie.
Deux artistes connus ont été tués lors du séisme :
- Toma Caragiu (1925-1977), acteur et humoriste.
- Tudor Dumitrescu (1957-1977), pianiste et compositeur.